# Collaroy
Collaroy é um subúrbio do norte de Sydney, no estado da Nova Gales do Sul, na Austrália, 22 quilômetros a nordeste do distrito empresarial central de Sydney, na área do governo local do Conselho de Northern Beaches. Collaroy faz parte da região Northern Beaches. Em 2011, sua população era de 14 388 habitantes.